# Fernwehpark

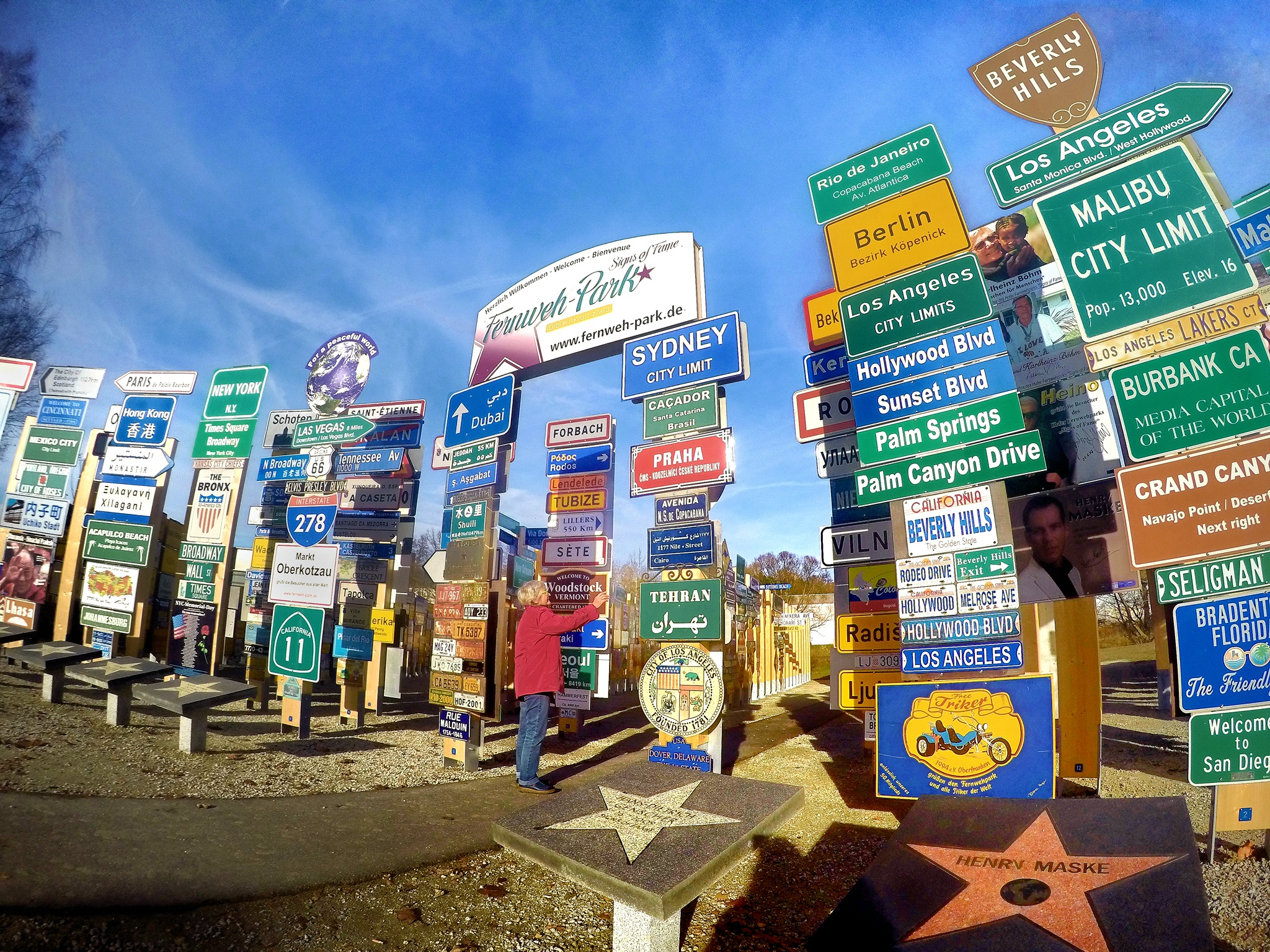
Fernwehpark Oberkotzau im Mai 2018

Der Fernwehpark Oberkotzau Signs of Fame ist eine Sammlung von Ortstafeln und Beschilderungen aus aller Welt in Oberkotzau bei Hof (Saale), die als völkerverbindendes Friedensprojekt verstanden werden will. Bis zum Jahr 2017 war die Sammlung in Hof zugänglich und wurde dann abgebaut und eingelagert. Im Jahr 2018 wurde der Park im benachbarten Oberkotzau wiedereröffnet.

## Geschichte

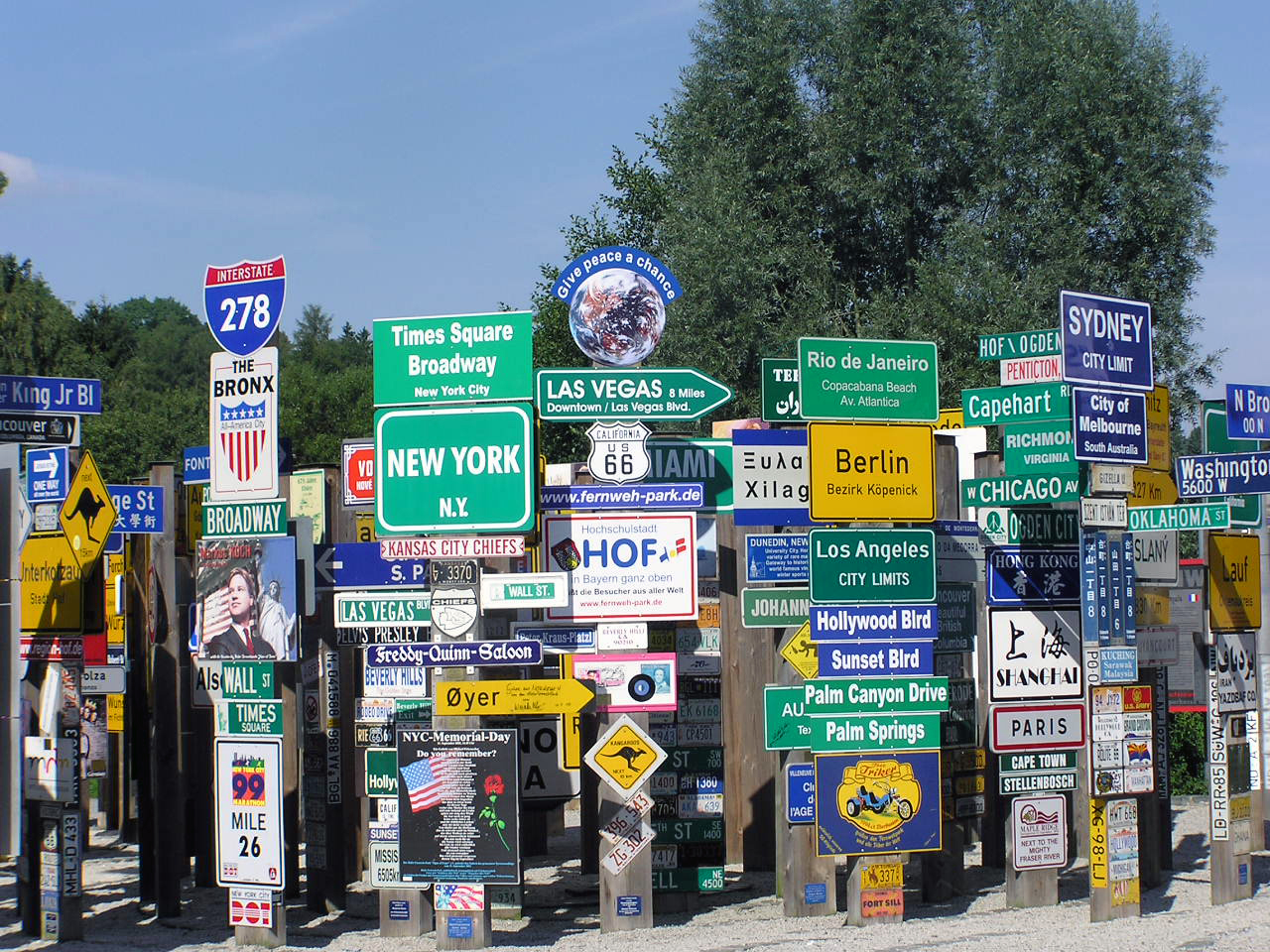
Der Fernwehpark in Hof (2004)

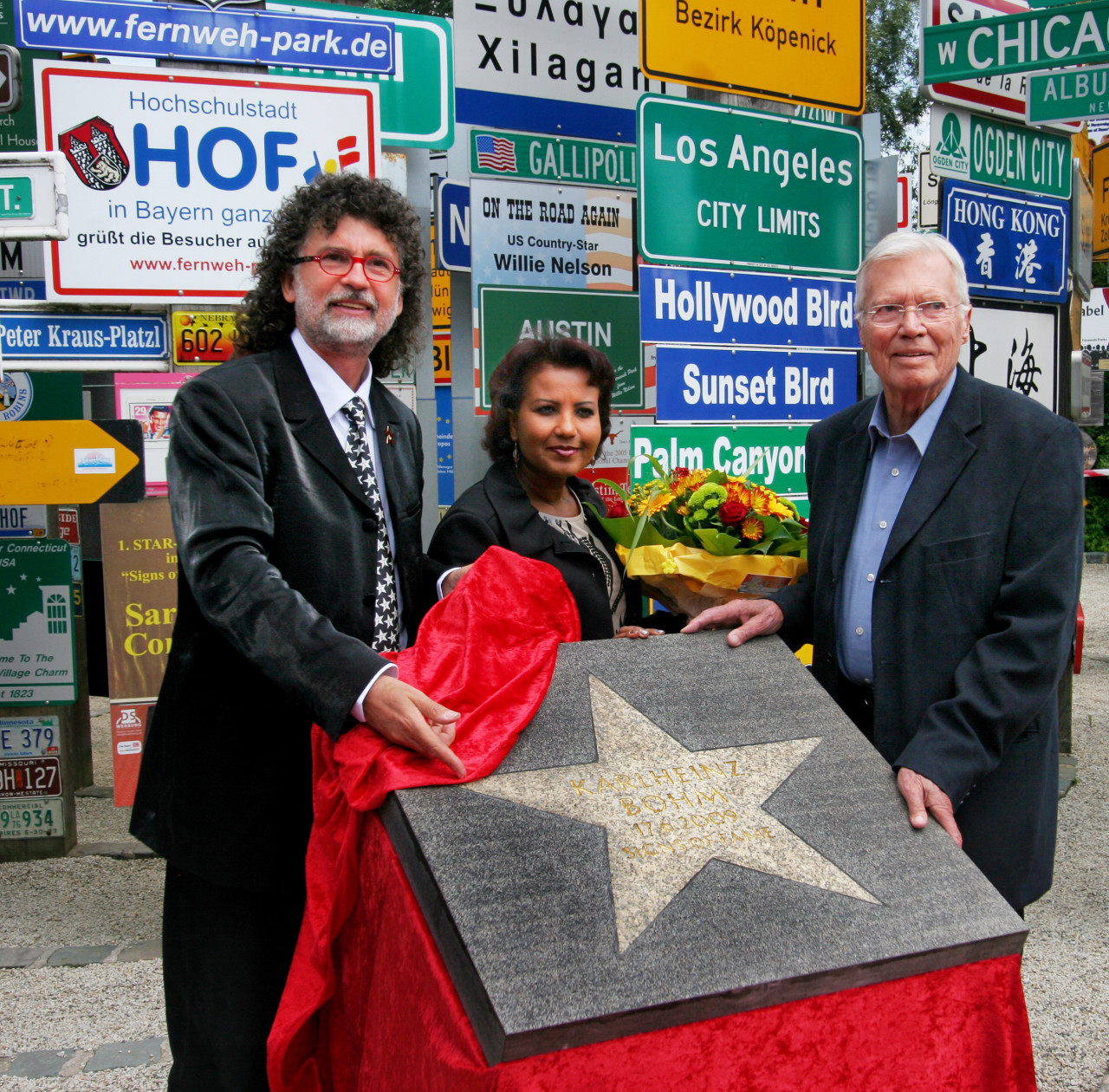
Karlheinz Böhm bei der Verleihung seines Star-Sterns in Hof (2009)

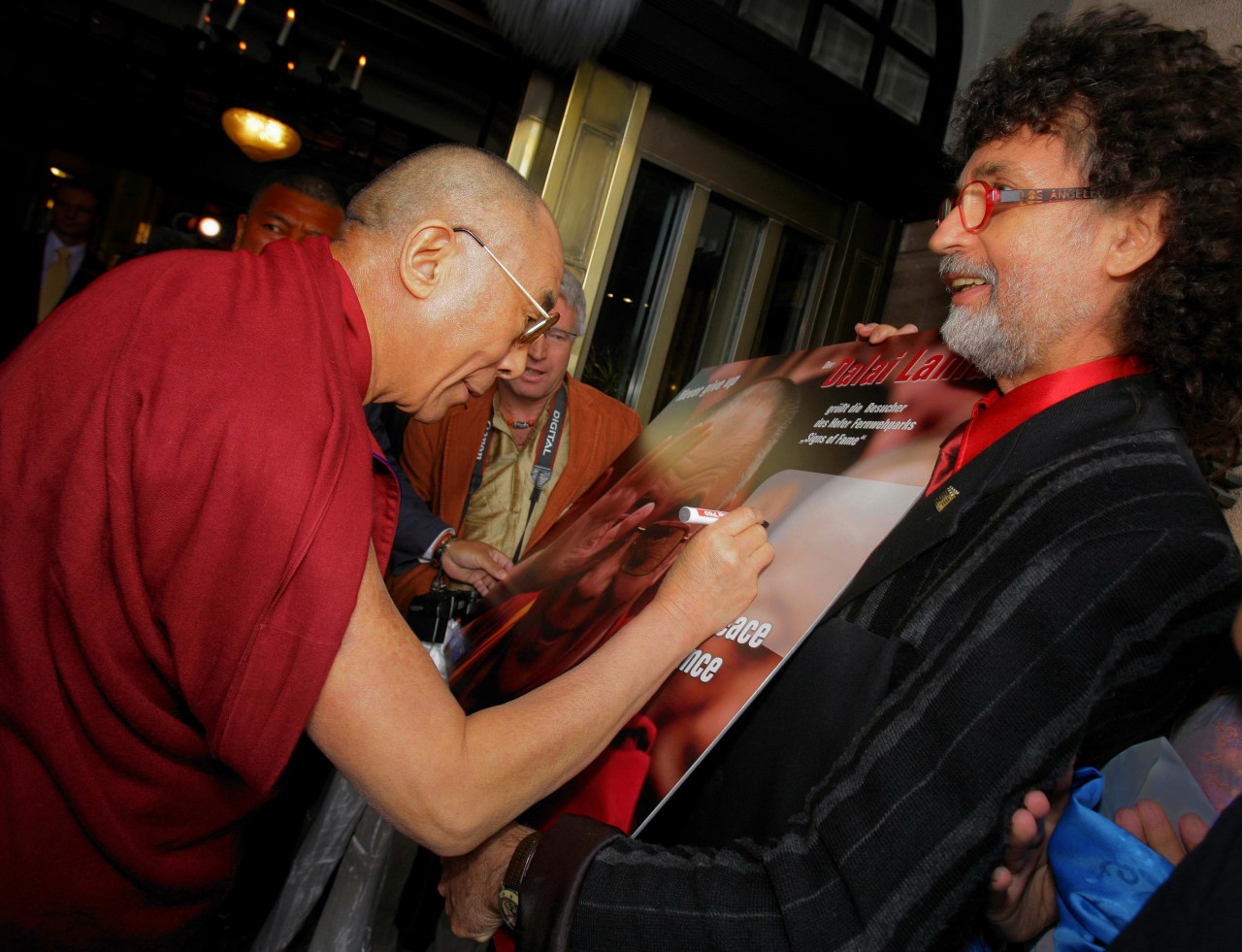
Der Dalai Lama bei der Signierung seines Starschildes (2008)

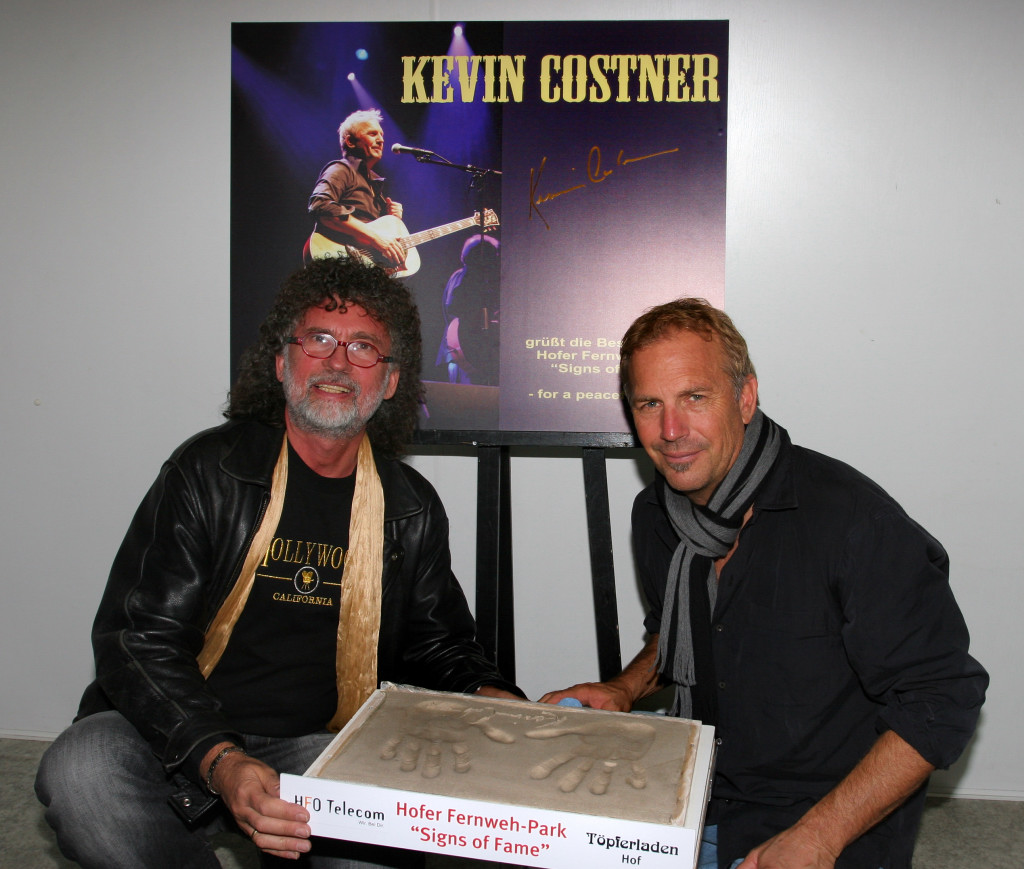
Kevin Costner drückt seine Hände für den Fernwehpark in Ton (2009)

Der Fernwehpark wurde nach dem Vorbild des Sign Post Forest (Schilderwald) an der Kreuzung von Highway Nr. 1 und Nr. 4 in Kanada geschaffen, in dem Touristen aus aller Welt Schilder aus ihrer Heimat anbringen und auf diese Weise bisher rund 80.000 Schilder zusammengetragen haben.

### Hof
Gegründet wurde der Fernwehpark Hof Signs of Fame vom Dokumentarfilmer Klaus Beer, der nach einer Filmdokumentation über Kanada die Idee des Sign Post Forest aufgriff und in Hof in ein deutsches Pendant einfließen ließ. Am 9. November 1999, zehn Jahre nach dem Fall der Berliner Mauer, wurde die Sammlung der Öffentlichkeit zugänglich gemacht. Sie umfasst knapp 4.000 Schilder und galt als einzige Einrichtung ihrer Art in Deutschland. Der knapp 800 Quadratmeter umfassende, frei zugängliche Park befand sich direkt am linken Saaleufer an der Michaelisbrücke in Hof (Karte: ⊙). Förderer konnten sich entweder mit eigenen Ortsschildern ihrer Heimatstädte und Partnerstädte sowie mit Schildern von Reisen verewigen oder auch Patenschaften für Schilder-Pfähle übernehmen. Es existierten insgesamt 197 Schilder-Pfähle.
Im März des Jahres 2017 wurden, nach Unstimmigkeiten zwischen dem Trägerverein und der Stadt Hof über die Zukunft des Parks, alle Schilder entfernt und in das wenige Kilometer entfernte Oberkotzau transportiert und dort eingelagert.

### Oberkotzau
Die Aufstellung der Tafeln im Summa Park in Oberkotzau erfolgte in der zweiten Jahreshälfte 2017, ehe kurze Zeit später bereits erste neue Schilder übergeben werden konnten. Neben der neuen Strukturierung des Parks per se wurde ein Amphitheater ergänzt, das zukünftig für verschiedene Veranstaltungen genutzt werden soll. Am 18. Mai wurde das Areal der Öffentlichkeit vorgestellt. Der Schilderwald liegt nun bewusst versteckt, damit die Besucher „gezielt zu der Attraktion“ kommen können.
Eine Präsentation von kuriosen und lustigen Ortsnamen, mit dem „längsten Ortsschild Europas“, 18 Meter lang, ergänzt die Schildersammlung. Im Jahr 2025 umfasst der Fernweh-Park über 5000 Schilder aus aller Welt.

## Funktion
Anders als der Sign Post Forest in Kanada soll der Fernwehpark als völkerverbindendes Friedensprojekt dienen. So hängen hier zum Beispiel Schilder aus der Volksrepublik China allgemein und dem Autonomen Gebiet Tibet in unmittelbarer Nähe, um damit ein „Zeichen für Frieden und Zusammengehörigkeit aller Völker und Nationen“ zu setzen.

## Star-Schilder
Das Projekt wird bislang von über 500 Prominenten unterstützt, indem sie eigene Starschilder für Frieden und die Gleichbehandlung aller Menschen signieren. Diese Starschilder hängen neben den Ortstafeln und sind im sogenannten „Signs of Fame“ frei zugänglich. Zusätzliche Handabdrücke in Ton sollen „das Heben der Hand für den Frieden in der Welt“ symbolisieren. Diese Handabdrücke erinnern, wie auch der Boulevard der Humanität, auf dem außergewöhnliche Hilfe am Nächsten mit einem Stern geehrt wird, an den Walk of Fame in Hollywood, stehen allerdings nicht allein für den künstlerischen Erfolg.

## Verein
Seit Bestehen des Projektes existiert auch der Fernwehpark-Verein, der den Schilderwald pflegt und ausbaut. Ihm obliegt das Akquirieren der Star-Schilder, die Verleihung von Star-Sternen, das Arrangieren der Schilder im Park allgemein und die Presse-Öffentlichkeitsarbeit. Die Schildersammlung wurde 2018 dem Markt Oberkotzau übertragen, der die Neuinstallation übernahm. Am 9. November 2019 konnte die Vereinigung ihr zwanzigjähriges Bestehen feiern.